# Nebbelunde Sogn
Nebbelunde Sogn 
ist eine Kirchspielsgemeinde (dän.: Sogn)
auf der Insel Lolland im südlichen Dänemark.
Bis 1970 gehörte sie zur Harde Fuglse Herred im damaligen Maribo Amt, danach zur Rødby Kommune im Storstrøms Amt, die im Zuge der  Kommunalreform zum 1. Januar 2007 in der Lolland Kommune in der Region Sjælland aufgegangen ist.
Im Kirchspiel leben 151 Einwohner (Stand: 1. Januar 2023).
Im Kirchspiel liegt die Kirche „Nebbelunde Kirke“.
Nachbargemeinden sind im Nordosten Hillested Sogn, im Osten Sædinge Sogn, im Süden Rødby Sogn, im Westen Tirsted Sogn und im Nordwesten Skørringe Sogn.